# O. Henry
William Sydney Porter (n. 11 septembrie 1862, Greensboro, Carolina de Nord, SUA – d. 5 iunie 1910, New York City, New York, SUA), cunoscut după numele de autor O. Henry, a fost un scriitor american.

## Biografie
O. Henry a fost fiul unui medic, de la vârsta de 16 ani a avut diferite ocupații ca vânzător, cowboy, funcționar la bancă. Fiind acuzat de fraudă fuge în Honduras, fiindu-i soția bolnavă  va veni înapoi în SUA, unde va fi mai mulți ani în pușcăria din statul Ohio. Ieșit din închisoare  la data de 24 iulie 1901 va începe cariera de jurnalist la „Houston Post” după un timp va înceta activitatea ca jurnalist fiind unul dintre scriitorii cei mai bine plătiți din SUA. El scrie sub pseudonimul „O. Henry” nume pe care l-a găsit în timpul când era în detenție în „Manualul ajutorului de farmacist”.

## Opere mai cunoscute
- „The Four Million” o culegere de povestiri despre păturile sociale mai sărace din  New York 1906
- „The Caballero's Way” o narațiune din vestul sălbatic, eroul născocit „Cisco Kid” devine o figură legendară într-un serial de televiziune.

O. Henry are darul de a povesti narațiuni scurte din timpurile cotidiene, sub formă de parodii și cu comentarii comice. El fiind un promtor al prozei scurte. 
Din anul 1919 se acordă premiul „O. Henry” în literatura engleză pentru narațiuni scurte.